# Carlos Callixto
Carlos António Callixto (Serpa, 3 de março de 1862 - Lisboa, 21 de junho de 1913) foi um jornalista e político da Primeira República.
Foi deputado à Assembleia Nacional Constituinte, de 1911 até à sua morte e chefe do gabinete do ministro do Fomento.
Tendo iniciado a sua actividade jornalística em 1885, no jornal O Século, Carlos Callixto foi também colaborador de publicações como "A Vanguarda", "Debate" ou "Pátria". Considerado um dos primeiros jornalistas desportivos portugueses, integrou as equipas de O Tiro civil (1895-1903)  publicação onde assegurou a secção de ciclismo e em que chegou a assumir o cargo de secretário da Redacção, e da sua sucessora, a revista Tiro e Sport (1904-1913); de "O Campeão", onde assinava a secção "Carta de Lisboa", e foi ainda nomeado correspondente em Portugal do prestigiado diário desportivo francês "L'Auto-Vélo", em 1900.
Fundador de várias agremiações de cariz desportivo, como a União Velocipédica Portuguesa, o Real Automóvel Club de Portugal (de que foi também o primeiro secretário-geral (1904 a 1913)), Cyclo Club Caldense e União dos Atiradores Civis Portugueses, Carlos Callixto esteve ainda envolvido na corrida de automóveis Figueira da Foz-Lisboa, em 1902. Participou também na elaboração do primeiro Código de estrada.
Na área da imprensa republicana, Carlos Callixto foi também o primeiro chefe de redacção do jornal "A Luta", periódico dirigido por um outro político alentejano, Manuel de Brito Camacho. Em 1912, aderiria aliás ao Partido Unionista, fundado por este último.
A morte de Carlos Callixto, com apenas 51 anos, foi bastante noticiada na imprensa da época, tendo Raul Nunes escrito no "Tiro e Sport" que o jornalismo desportivo perdera "uma das suas mais eminentes figuras". Seu neto, Vasco Callixto, seria também assíduo colaborador da imprensa automobilística nacional.
Em Junho de 2013, o Museu Nacional do Desporto, em Lisboa, assinalou os cem anos da morte de Carlos Callixto com uma sessão evocativa.